# Bidessus pergranulum
Bidessus pergranulum är en skalbaggsart som beskrevs av Olof Biström 1985. Bidessus pergranulum ingår i släktet Bidessus och familjen dykare. Inga underarter finns listade i Catalogue of Life.